# Pseudonestor xanthophrys
Pseudonestor xanthophrys es una especie de ave de la familia Fringillidae y única representante del género Pseudonestor.
Es endémica de la isla de Maui en el archipiélago de Hawái y esta en grave peligro de extinción. Aunque parece que en el pasado ocupaba la mayor parte de la isla, actualmente está relegada a los bosques autóctonos de las laderas del volcán Haleakala. Se estima una población de unos 500 ejemplares.